# Ташказакский уезд
Ташказакский уезд (Ташкентско-Казакский уезд) — административно-территориальная единица Сырдарьинской губернии Киргизской и Казакской АССР, существовавшая в 1924—1928 годах.
Ташказакский уезд с центром в селе Кок-Терек был образован в ноябре 1924 года из двух волостей Мирзачульского уезда Сырдарьинской области, 9 волостей Ташкентского уезда той же губернии и 6 волостей Джизакского уезда Самаркандской области.
Первоначально в состав уезда входили следующие волости:
- Акжарская. Центр — с. Тоболино, в 1925 перенесён в аул Турбат
- Александровская
- Алтыновская
- Ата-Курганская
- Булатовская. Центр — с. Чичерино
- Джаусугумская
- Джетысуйская. Центр — с. Янги-Базар
- Ирджарская. Центр — с. Славянское
- Коктюбинская
- Кургантюбинская
- Кызыл-Кумская. Центр — аул Ак-Тюбе
- Славянская
- Учтамгалийская
- Уч-Тюбинская
- Фисталитауская
- Чар-Дарьинская
- Шарапханская. Центр — с. Шарапхана

В конце 1924 года Коктюбинская и Фисталитауская волости были объединены в Коктюбе-Фисталитаускую волость. С 29 декабря 1924 по 15 июля 1925 существовала Ниязовская волость. Александровская волость была переименована в Искандеровскую.
15 апреля 1925 года было проведено укрупнение волостей: Ата-Курганская, Кургантюбинская, Коктюбе-Фисталитауская и Чар-Дарьинская волости были присоединены к Кызыл-Кумской; Алтыновская, Джаусугумская и Уч-Тюбинская волости были объединены в Байка-Буловскую (позднее — Келесскую) волость с центром в с. Ишан-Базар; часть Искандеровской и Кошкурганская волости объединились в Чирчикускую волость с центром в с. Ходжикент; Славянская волость присоединена к Ирджарской; Учтамаглийская и Шарапханская присоединены к Джетысуйской, которая при этом была переименован в Садыковскую, а позднее в Каратасскую. Также в тот период к Байка-Буловской волости была присоединена Булатовская.
10 августа 1925 года центр Ташказакского уезда был перенесён в с. Чичерино.
26 ноября 1925 года была образована Богарная волость.
В январе 1926 года была образована Рутзутаковская волость.
12 сентября 1926 года центр Ташказакского уезда был перенесён в урочище (позднее — село) Сары-Агач.
В 1927 году упразднена Рутзутаковская волость. 19 июля того же года была на короткое время образована Бозсуйская волость.
17 января 1928 года Ташказакский уезд был упразднён, а его территория отошла к Сыр-Дарьинскому округу.